# Eulenspiegelbrunnen (Eisenach)

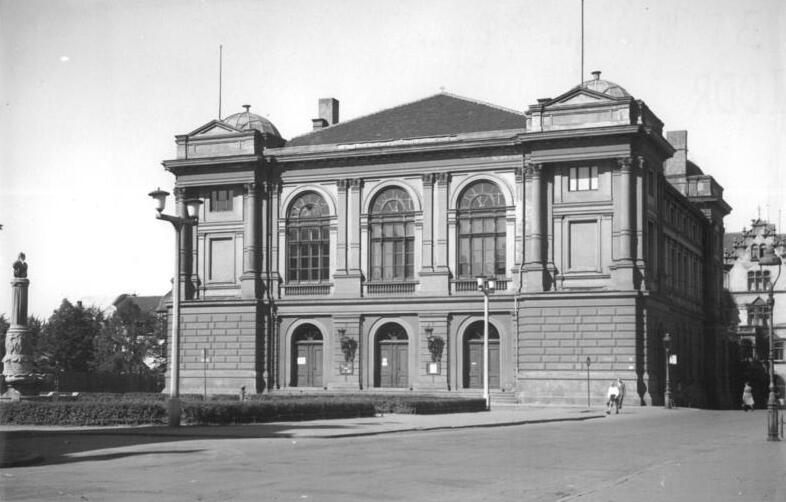
Der Eisenacher Theaterplatz mit Eulenspiegelbrunnen (links im Bild) im Jahr 1953

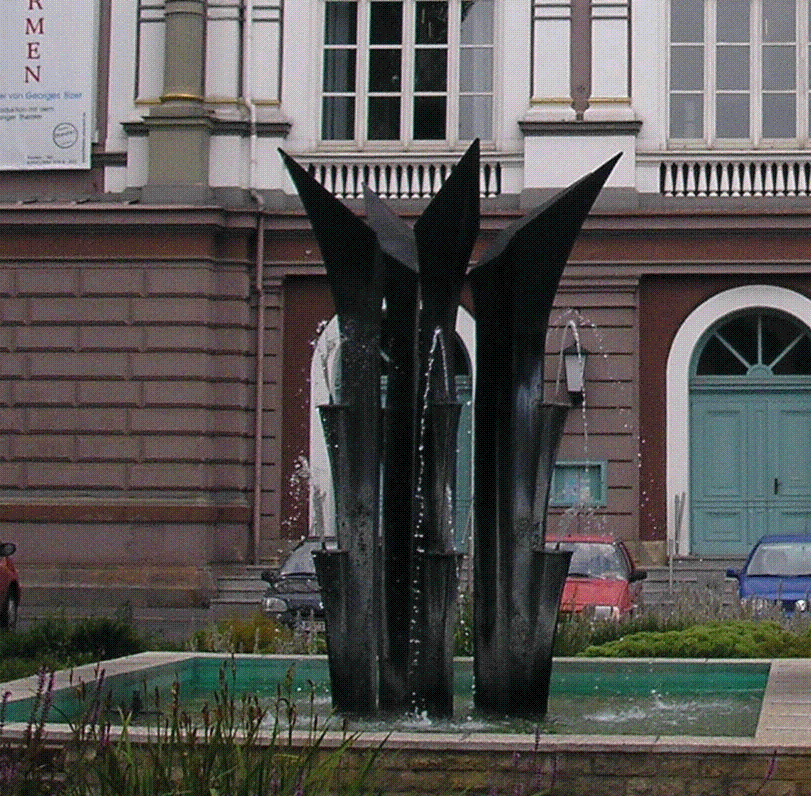
Der Nachfolger des Eulenspiegelbrunnens (1970–2011)

Der Eulenspiegelbrunnen stand von 1927 bis 1970 auf dem Theaterplatz in Eisenach in Thüringen.

## Geschichte
1927 stiftete der Hotelier und Eisenacher Ehrenbürger Curt Elschner den Brunnen, der vor dem Landestheater Eisenach in der Mitte des Theaterplatzes installiert wurde. Der Brunnen war mit einer steinernen Eulenspiegel-Skulptur versehen. Er war einer von vier Brunnen, die Elschner Anfang der 1920er Jahre im Garten seines Hotel Excelsior in Berlin von Adolf Brütt hatte gestalten lassen (wo sie bereits 1926 wieder einem Anbau weichen mussten) und von denen heute nur noch eine Skulptur museal erhalten ist.
1970 gestalteten die kommunistischen Machthaber des DDR-Regimes den Theaterplatz zum Lenin-Platz um und beseitigten den Brunnen, da eine Eulenspiegel-Abbildung nicht der kommunistischen Ideologie entsprach. Er wurde abgebaut und durch eine von Günther Laufer geschaffene Brunnenskulptur aus Metall ersetzt. Der Brunnen wurde zunächst eingelagert, der weitere Verbleib ist unbekannt.
Anlässlich des Sommergewinns 2019 fertigte ein Unternehmen aus Mühlhausen/Thüringen ein Modell des Brunnens aus Styropor. Es wurde beim Festumzug des Sommergewinns auf einem Mottowagen gezeigt.